# 핑키 (만화)
세계에서 가장 빠른 클릭 핑키(이탈리아어 : Pinky, il clik più veloce del mondo)는 이탈리아 만화가 마시모 마티오리의 만화이다(후멧토). 주인공의 핑크 토끼 기자의 핑키가 깜짝 놀랄만 한 사건을 찾아 가고 괴기 한 모험을 경험하고 사건에 휘말리는 이야기이다.

## 게재 및 출판
이 만화는 1973년 10월, 〈밤의 신문〉 (il corriere della sera)의 어린이 부록 〈작은 신문〉 (il giornalino) 에 처음 게재된 이후 2 권의 앨범화(단행본)되었다:
- (Pinky, il click più veloce del mondo)（2006년）(1994년와1996년의 모험들 을 만남되는출판)
- (I maestri del fumetto)（2009년）